# Konstantin von Tischendorf

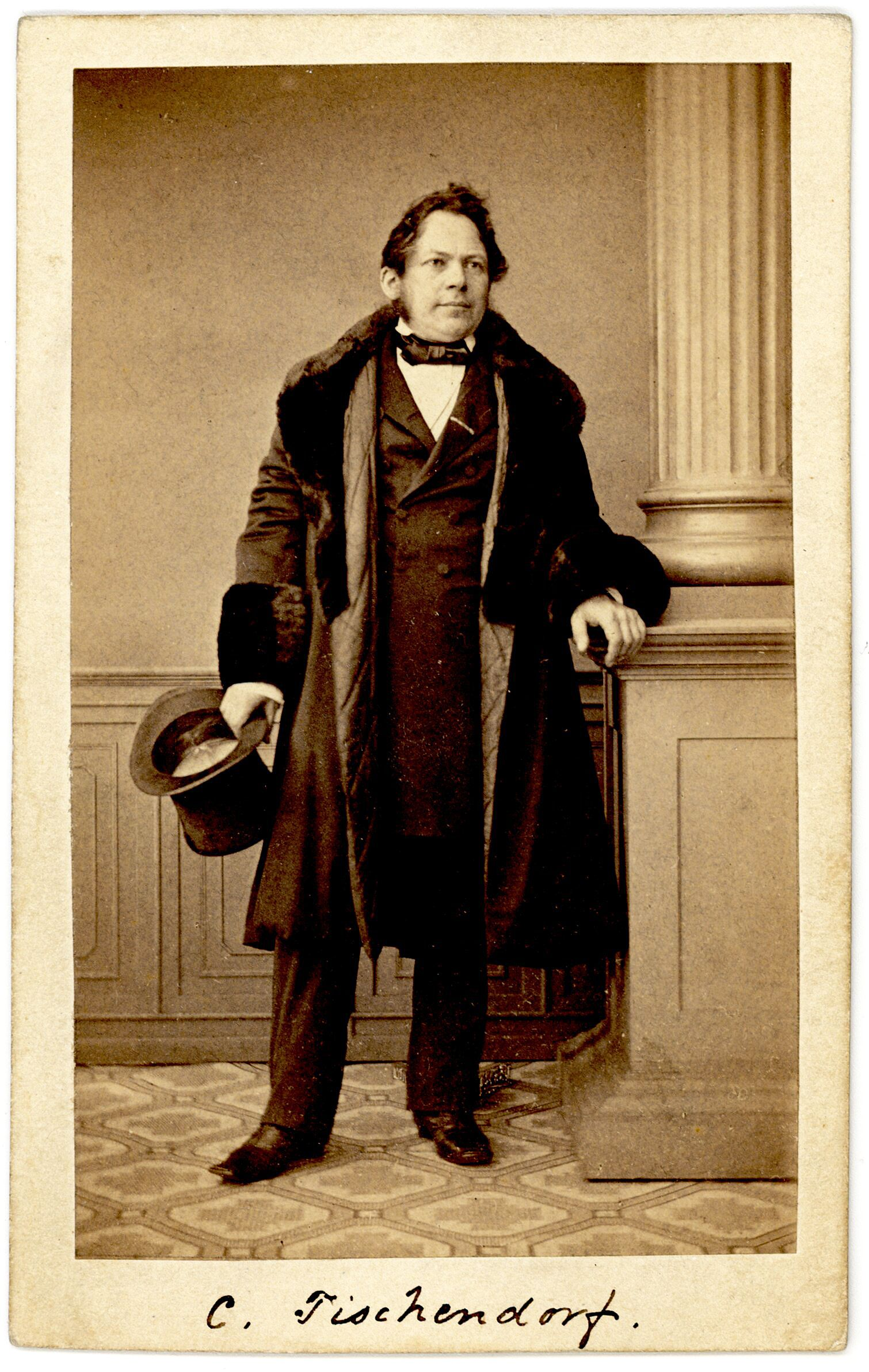
Konstantin von Tischendorf (Foto, 1860er Jahre)

Lobegott Friedrich Constantin von Tischendorf (* 18. Januar 1815 in Lengenfeld; † 7. Dezember 1874 in Leipzig) war ein deutscher evangelisch-lutherischer Neutestamentler und Handschriftenforscher. Er trug maßgeblich zu einem wissenschaftlich gesicherten Bibeltext bei. Die Entzifferung des Codex Ephraemi Rescriptus machte ihn bekannt. Sein größter Erfolg war die Publikation des Codex Sinaiticus aus dem Katharinenkloster, eine der bedeutendsten spätantiken Bibelhandschriften. Damit trug Tischendorf auch zur Septuaginta-Forschung bei.

## Leben

### Familiärer Hintergrund
Die Tischendorfs waren über mehrere Generationen eine Papiermacherfamilie im thüringischen Greiz. Im Jahr 1808 wurde die Papiermühle verkauft. Der Lengenfelder Gerichtsarzt Johann Christlieb Tischendorf († 1835) und seine Frau Christine Eleonore, geb. Thomas († 1836), hatten elf Kinder; der am 18. Januar 1815 geborene Sohn Konstantin war ihr neuntes Kind. Sechs seiner älteren Geschwister waren bereits verstorben, als er zur Welt kam. Konstantin hatte ein enges Verhältnis zu seinem älteren Bruder Julius Valentin. Er besuchte bis zu seinem 14. Lebensjahr die Bürgerschule von Lengenfeld und ab 1829 das Gymnasium in Plauen.

### Studium
Im Jahr 1834 immatrikulierte sich Tischendorf an der Universität Leipzig für das Studium der Theologie und Philologie. Nachdem beide Eltern kurz nacheinander gestorben waren, war Tischendorf von seinem älteren Bruder finanziell abhängig, der bereits als Mediziner die Nachfolge des Vaters angetreten hatte. Tischendorfs erste Veröffentlichungen zeigen, dass er dichterische Ambitionen hatte. Der Gedichtband Maiknospen (1838) wurde unter anderem von Friedrich Rückert wohlwollend aufgenommen. Felix Mendelssohn Bartholdy vertonte 1840 oder 1841 Tischendorfs Gedicht Lieben und Schweigen. Beide waren direkte Nachbarn und persönlich befreundet.

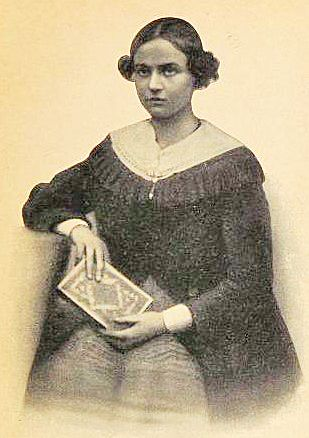
Angelika Zehme, Tischendorfs Braut

Der Leipziger Neutestamentler Georg Benedikt Winer erkannte Tischendorfs philologische Begabung und überzeugte ihn davon, die poetischen Versuche aufzugeben und sich ganz der Wissenschaft zuzuwenden. Winer hatte mit seiner Grammatik des neutestamentlichen Sprachidioms (1822) den Unterricht im Koine-Griechischen modernisiert. Zwei preisgekrönte Arbeiten Tischendorfs (Doctrina Pauli, 1837 und Disputatio de Christo, 1839) deuteten sein Potential an. Das Studium schloss er 1838 mit einer Promotion zum Dr. phil. ab. Von 1838 bis 1839 war er Hauslehrer bei Pfarrer Ferdinand Leberecht Zehme in Großstädteln bei Leipzig und verlobte sich heimlich mit dessen Tochter Angelika.
Auf der Suche nach neutestamentlichen Manuskripten reiste Tischendorf 1839 und 1840 nach Süddeutschland, in die Schweiz und nach Straßburg. Der Ertrag dieser Recherchen war Tischendorfs kritische Edition des Novum Testamentum Graece. Seine Habilitationsschrift, die Tischendorf am 26. Oktober 1840 in Leipzig verteidigte (De recensionibus quas dicunt textus Novi Testamenti ratione potissimum habita Scholzii), ist weitgehend identisch mit den Prolegomena dieses 1841 in Leipzig gedruckten griechischen Neuen Testaments. Ein 1842 verfasster Artikel Tischendorfs erläuterte seine methodischen Grundsätze bei dieser Edition.

### Entzifferung des Codex Ephraemi Rescriptus (1840–1842)

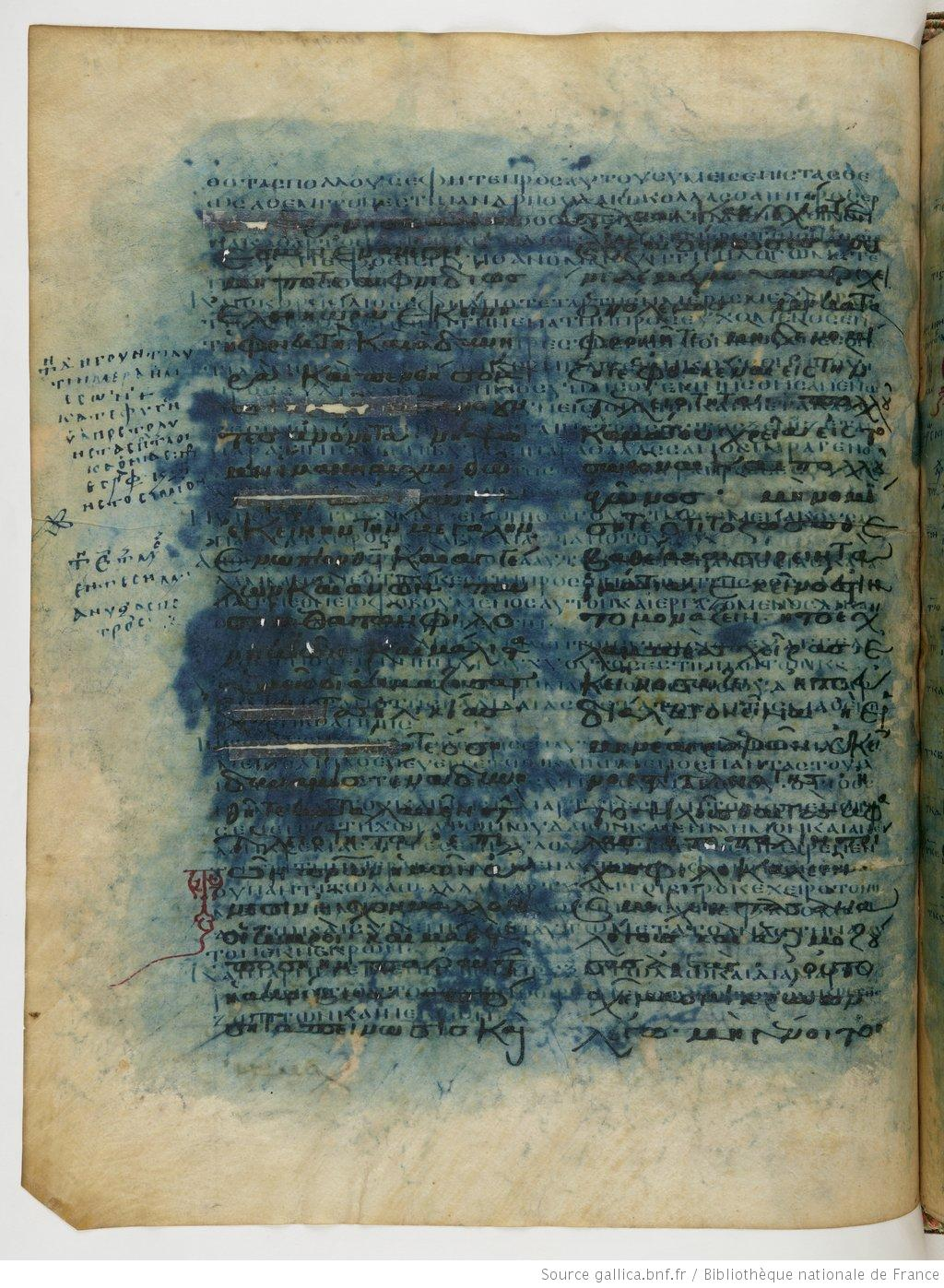
Eine Seite des Codex Ephraemi Rescriptus, Blaufärbung durch Giobertsche Tinktur

In der Bibliothèque nationale de France wird ein kostbares, aber schwer lesbares Palimpsest verwahrt: der Codex Ephraemi Rescriptus, eine Vollbibel des 5. Jahrhunderts, die im 12. Jahrhundert abgewaschen und mit Traktaten Ephraems des Syrers überschrieben worden war. Im 18. und frühen 19. Jahrhundert wurde der Codex mehrfach konsultiert, doch die Erfolge bei der Entzifferung des unteren Textes (scriptio inferior) blieben gering. Der Leipziger Neutestamentler Ferdinand Florens Fleck wandte 1834/35 mit Zustimmung des Bibliothekars Karl Benedikt Hase erstmals chemische Mittel an. Er benutzte die Giobertsche Tinktur, eine salzsaure wässrige Lösung von Kaliumhexacyanidoferrat(II), auch gelbes Blutlaugensalz genannt. Wenn der Text verblasst ist, weil das Eisen(II) aus der Tinte zu Eisen(III) oxidiert ist, so bildet sich durch Reaktion von Kaliumhexacyanidoferrat(II) mit den Eisen(III)-Ionen ein tiefblauer Niederschlag (Berliner Blau). Fleck berichtete später, dass durch Anwendung der Tinktur in der kostbaren Pariser Handschrift „Manches an das Tageslicht trat, was bisher auch dem scharfsichtigsten Falkenauge der Gelehrten entgangen war.“ Dabei zeigte sich ein weiteres Problem: Der spätantike Bibelcodex war bei seiner mittelalterlichen Wiederverwertung auseinandergenommen und die Blätter neu geordnet worden, wodurch sich der Bibeltext wie ein Puzzlespiel präsentierte.
Tischendorfs Ziel war es nun, da weiterzumachen, wo Fleck angefangen hatte, und den ganzen Codex für die Forschung zu erschließen. Am 31. Oktober 1840 reiste er per Postkutsche von Leipzig Richtung Paris ab. Seine Reisekasse war schmal. Die sächsische Regierung bewilligte nur 100 Taler. Sein Bruder Julius unterstützte ihn, und etwas Geld brachte ihm der Abschluss einer Lebensversicherung, die er wieder verpfändete. In Paris bestritt er seinen Lebensunterhalt durch Auftragsarbeiten für Leipziger Professoren.
Tischendorf verbrachte zwei Jahre mit der Entzifferung des Codex Ephraemi Rescriptus. Er äußerte sich nie über die chemischen Mittel, die er anwandte. Aber anhand des Schadensbildes geht man davon aus, dass er die Seiten mit der Giobertschen Tinktur überstrich. Die Schädlichkeit dieser Tinktur wurde der Forschung erst im Lauf des 19. Jahrhunderts klar: Je länger sie in das Pergament einzieht, desto mehr dunkelt dieses nach und nimmt schließlich unwiderruflich eine tiefblaue Farbe an.

### Bibliotheksreisen quer durch Europa
Noch während der Arbeit am Codex Ephraemi Rescriptus besuchte Tischendorf von Paris aus Bibliotheken in Holland und England (London, Cambridge, Oxford). Die erfolgreiche Entzifferung und Edition des biblischen Palimpsests trug ihm hohe Anerkennung in der Fachwelt ein, auch die Fördergelder der sächsischen Regierung flossen nun reichlicher. Als seine Arbeit in Paris abgeschlossen war, brach er 1843 nach Straßburg auf. Über Basel (wo er den Codex Laudianus in vier Wochen kollationierte), Bern, Genf, Lyon, Avignon und Carpentras erreichte er Marseille und schiffte sich nach Rom ein. Er wollte den Codex Vaticanus einsehen. Aber Kardinal Angelo Mai arbeitete, durch Krankheit verzögert, bereits seit 1828 an der Edition dieses hervorragenden Textzeugen (postum abgeschlossen durch Carlo Vercellone, 1858). Auf Mais Wunsch hin lehnte die Vatikanische Bibliothek Tischendorfs Antrag ab. Die Empfehlungsschreiben, die er mitbrachte, ermöglichten ihm allerdings am 21. Mai 1843 eine Audienz bei Papst Gregor XVI. – mit der Auflage, den Codex Vaticanus nicht zu erwähnen. Der Papst sprach das Thema von sich aus an und erreichte mit Rücksicht auf die Bedenken der Bibliothekare, dass Tischendorf den kostbaren Codex zwei Tage für je drei Stunden sehen durfte. Das war großzügig verglichen mit den Erfahrungen, die Samuel P. Tregelles 1845 machte. Er durfte den Codex zwar mehrmals einsehen, doch sobald er eine Textstelle genauer betrachtete, nahm man ihm das Buch ab. Seine Taschen wurden auf Schreibzeug kontrolliert, um sicherzustellen, dass er sich keine Notizen machen konnte.
Tischendorf nutzte seinen Italienaufenthalt für Bibliotheksbesuche in Neapel, Florenz, Venedig, Modena, Mailand, Verona und Turin. Ein Brief an König Friedrich August von Sachsen, datiert 25. März 1843, bat um Unterstützung für eine Reise in den Orient, die Tischendorf von Italien aus unternehmen wollte. In Bibliotheken der Region, wo die biblischen Manuskripte in der Spätantike und im Frühen Mittelalter einst angefertigt worden waren, könnten ja noch unentdeckte Schätze lagern.

### Erste Bibliotheksreise in den Orient (1844)

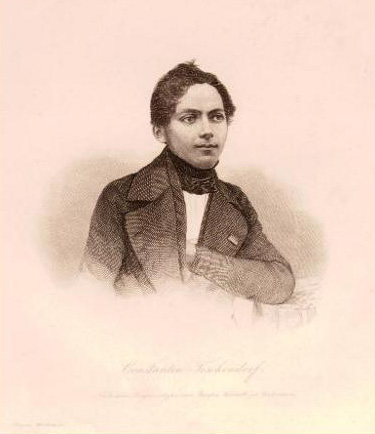
Konstantin Tischendorf (Stahlstich nach Daguerreotypie um 1845)

Im April 1844 schiffte sich Tischendorf in Livorno nach Alexandria ein und reiste weiter nach Kairo. Der 29-Jährige hatte sich auf seine Orientreise kaum vorbereitet. Seine Einschätzung der politischen Situation war naiv; die arabische Kultur schien ihm neu und interessant, aber die Welt orthodoxer Klöster blieb ihm zunächst fremd. „Er verglich die Spiritualität der Klöster, die er besuchte, mit der seiner eigenen lutherischen Tradition und fühlte sich überlegen.“
Tischendorf besuchte zunächst die koptischen Klöster in der Nitrischen Wüste. Mitte Mai brach er mit einer kleinen Reisegruppe zum Katharinenkloster auf der Sinaihalbinsel auf. Er wohnte dort als Gast vom 24. Mai bis zum 1. Juni. Tischendorf schrieb von „ordnungsvollen, zierlichen Anlagen und Gemächern“, in denen er nun unter 18 Mönchen lebte, „ernsten Männern, mit langen Bärten, in schwarzen Talaren.“ Tischendorf wohnte komfortabel in einem geräumigen Zimmer, „geschmückt mit ringsum laufendem Divan und bunten Teppichen;“ zusätzlich hatte er eine Schlafstube und ein eigenes Arbeitszimmer. Er hatte sich, wie er schrieb, mit dem „biedern, unterrichteten, ernsten, wohlwollenden“ Bibliothekar Kyrillos angefreundet. „Aus der Bibliothek gab er mir alle Manuscripte die ich wünschte in mein Zimmer.“

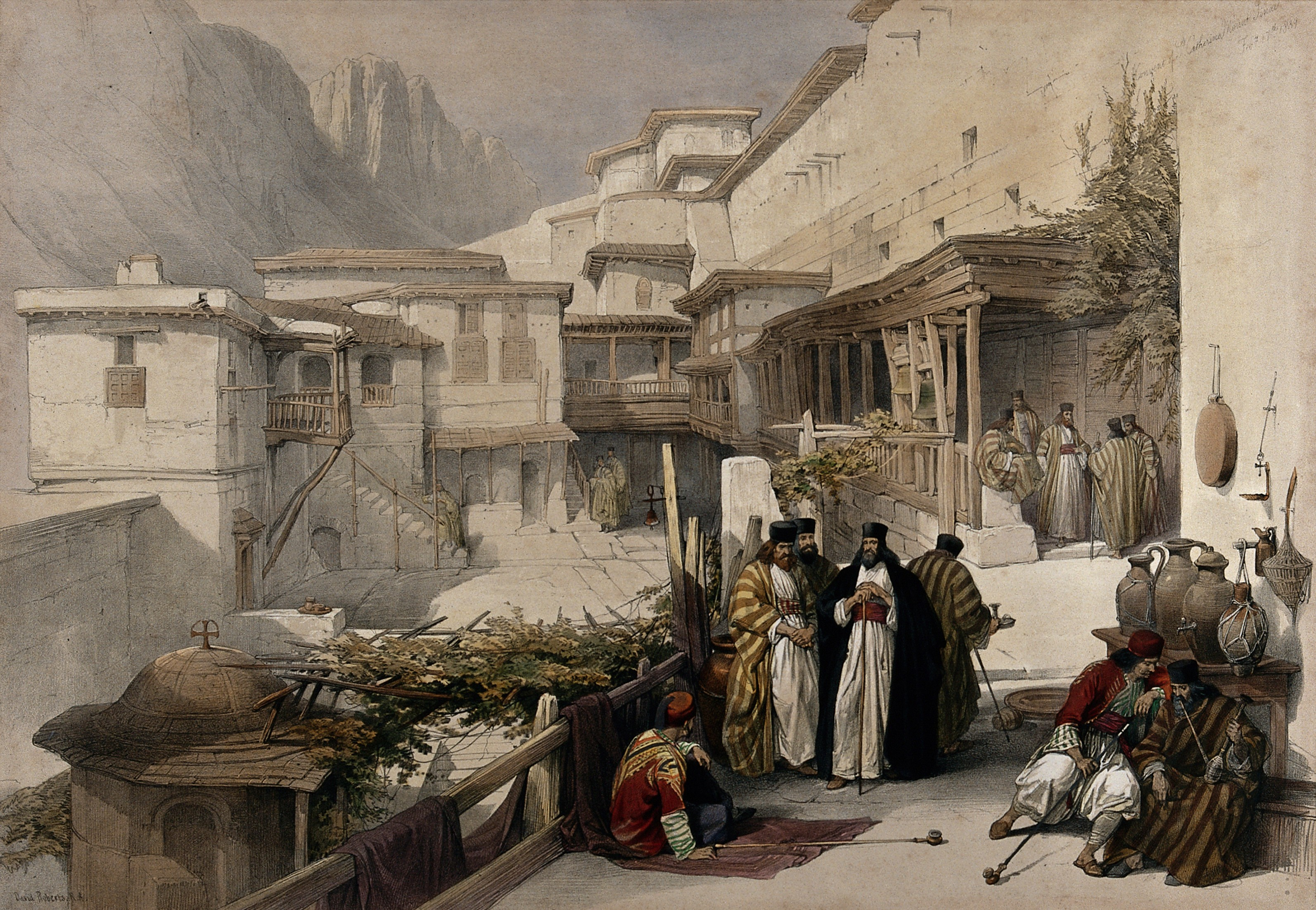
Innenhof des Katharinenklosters (Kolorierte Lithographie nach David Roberts, 1849)

Was Tischendorf zeitnah über seinen Klosteraufenthalt veröffentlichte, geht nicht über die üblichen Reiseeindrücke hinaus. Über die Schätze der Bibliothek schwieg er sich weitgehend aus. Erst 1860 berichtete er von seinem Fund mehrerer Blätter eines griechischen Bibelcodex „in einem Korbe … in dem man Ueberreste verschiedener zerrissener und verderbter Handschriften, dergleichen schon mehrere zum Ofen gewandert waren, geworfen hatte.“ Der Korb enthielt 129 Blätter dieses Codex mit dem Text von historischen und prophetischen Büchern der Septuaginta. Als Fachmann erkannte Tischendorf die Majuskelschrift des 4. Jahrhunderts. Dieses Manuskript war womöglich dem Codex Vaticanus an Alter und Bedeutung ebenbürtig. Auf seine Bitte hin wurden ihm „der kleinere lose beisammenliegende Theil der Blätter, 43, … abgetreten.“ An der Korrektheit von Tischendorfs Erzählung sind insofern Zweifel angebracht, als Pergament ein ungeeignetes Brennmaterial ist. Alte Pergamentbögen wurden routinemäßig zum Einbinden neuerer Bücher wiederverwendet; sie hatten also einen gewissen Materialwert und wurden nicht weggeworfen. Christfried Böttrich vermutet, dass Tischendorf den Bibliothekar bei ihrem teils französischen, teils neugriechischen Gespräch missverstanden hatte. Es handelte sich demnach um einen Abfallkorb der Bibliothek, in dem Blätter für Buchbindearbeiten lagerten. Böttrich meint, dies passe zu Berichten anderer Reisender über die Klosterbibliothek, die unter den wirtschaftlichen Schwierigkeiten des ganzen Klosters zu leiden hatte. Das führte dazu, dass schadhafte Bücher und lose Blätter im großen Stil aussortiert wurden. Zurückgekehrt nach Kairo, äußerte sich Tischendorf in einem Brief an seinen Bruder Julius am 15. Juni 1843 über den Wert der ihm überlassenen 43 Blätter: „Ich glaube, sie sind aus der Mitte des 4. Jahrhunderts. Das ist ein ganz unschätzbares Kleinod und abgesehen von seinem unvergleichlich hohen Alter noch reich an Merkwürdigkeiten.“
Tischendorf bezog im Januar 1845 eine Wohnung in Leipzig, Inselstraße 14, und wurde so zum Nachbarn von Clara und Robert Schumann.  Er heiratete Angelika Zehme am 18. September 1845 in der Kirche von Großstädteln. Gegen Begleichung seiner Reiseschulden trat Tischendorf sämtliche aus dem Orient mitgebrachten Manuskripte an die Universitätsbibliothek Leipzig ab. Die 43 Blätter des spätantiken Bibelcodex aus dem Katharinenkloster ließ Tischendorf lithografieren und 1846 unter dem Titel Codex Friderico-Augustanus drucken. Mit dem Titel ehrte er seinen Landesherrn, der seine Reise finanziell unterstützt hatte. Doch verschwieg er den genauen Ursprungsort und gab nur an, das Manuskript stamme aus „einem Kloster im Morgenlande“.
Der Codex Friderico-Augustanus wurde in der Uckermann’schen Offizin in Erfurt gedruckt und setzte neue Maßstäbe bei Faksimileausgaben, da angestrebt war, die Arbeit der beteiligten antiken Schreiber im Druckbild erkennbar zu machen: Korrekturen, Rasuren, sogar wechselnde Schriftintensitäten. Diese gediegene, von dem Rezensenten Adelbert Lipsius gelobte Edition hatte einen hohen Preis.

### Professur in Leipzig
Tischendorf blieb der Theologischen Fakultät der Universität Leipzig zeitlebens verbunden. Von 1840 bis 1845 war er Privatdozent. Ende 1845 wurde er zum Extraordinarius ernannt, 1851 zum ordentlichen Honorarprofessor; seit 1860 bis zu seinem Tod war er Ordinarius für Theologie und Biblische Paläographie. Kirchenpolitisch positionierte sich Tischendorf als konservativer Lutheraner. Seine Arbeit am griechischen Bibeltext war vor allem apologetisch motiviert; mit einem wissenschaftlich gesicherten Text wollte er Skeptikern entgegentreten. Sie fand große Zustimmung in kirchlichen Kreisen, trug ihm aber auch den Spott ein, er sei ein „Leipziger Bibelritter“. Der 1845 gegründeten Evangelischen Allianz stand er positiv gegenüber, die Revolution von 1848 lehnte er ab. Als akademischer Lehrer wie auch als Exeget leistete Tischendorf keinen größeren Beitrag. So waren es immer wieder seine Entdeckungen und Entzifferungen, die öffentliches Interesse erregten.

### Zweite Bibliotheksreise in den Orient (1853)

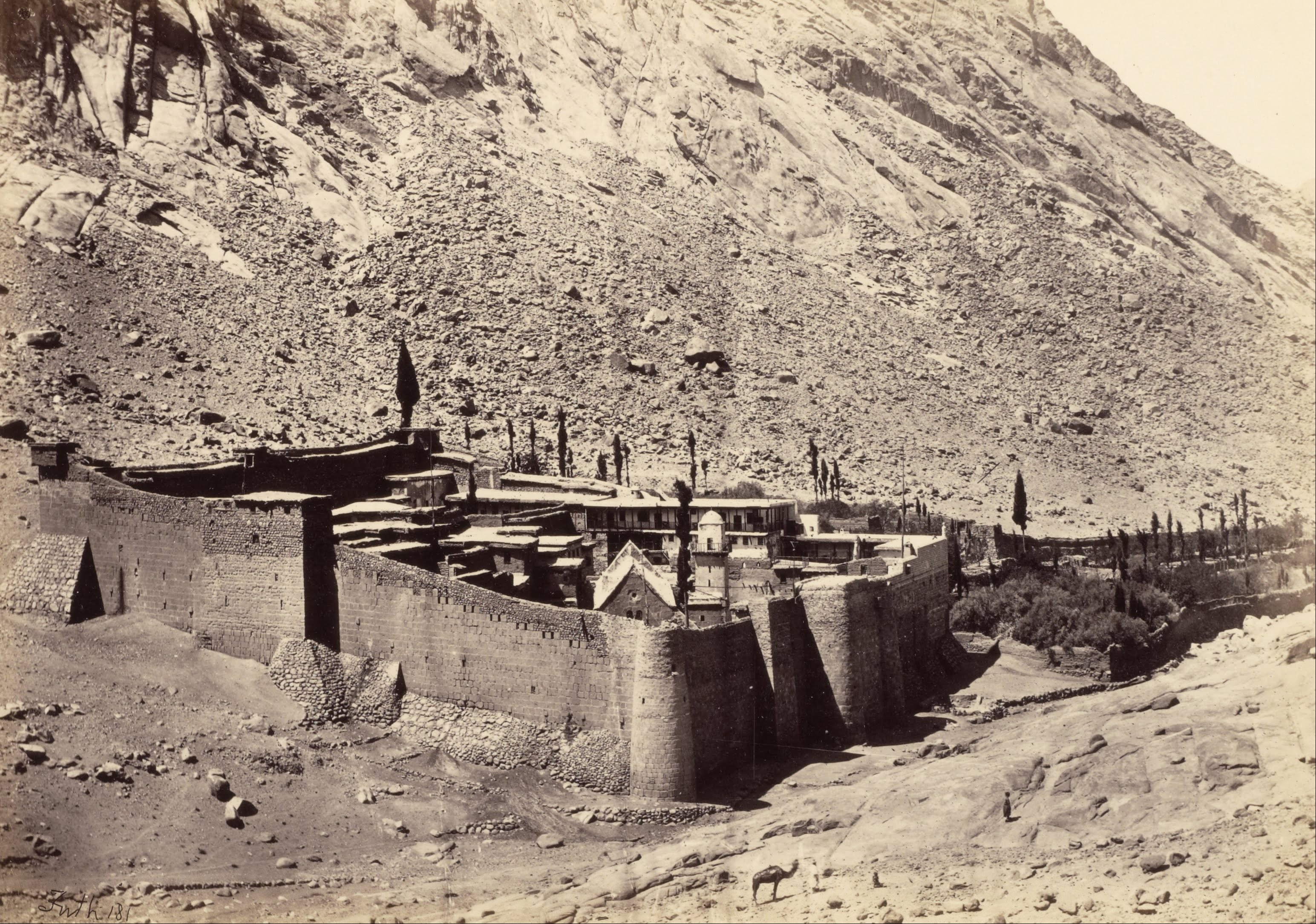
Katharinenkloster (Francis Frith um 1858)

Tischendorfs Ziel war es weiterhin, die im Katharinenkloster zurückgelassenen Blätter des Codex Friderico-Augustanus zu erwerben. Der befreundete Leibarzt des ägyptischen Vizekönigs, Pruner-Bey, wies ihn darauf hin, dass das Kloster nun wisse, dass es einen Schatz besitze, und dass es daher schwierig werden könnte, diese Blätter in seinem Auftrag zu kaufen. Tischendorf plante, selbst in den Orient zu reisen. Nachdem er den sächsischen Kultusminister Friedrich Ferdinand von Beust über die Herkunft des Codex Friderico-Augustanus informiert und seine Pläne erläutert hatte, wurde diese Forschungsreise von Sachsen finanziell unterstützt. Mitte Februar 1853 kehrte Tischendorf ins Katharinenkloster zurück. Hier wollte aber niemand etwas von den zurückgelassenen Blättern des Codex wissen, und Tischendorf argwöhnte, dass diese in der Zwischenzeit an einen anderen europäischen Interessenten verkauft worden seien. Immerhin fand er in einem griechischen Band mit Heiligenviten ein Fragment eines Blattes aus dem 24. Kapitel der Genesis, das zum Codex Friderico-Augustanus gehört hatte und hier wie ein Lesezeichen eingelegt war.
Den Misserfolg im Katharinenkloster glich Tischendorf durch Erwerbung anderer Handschriften aus: „Sechzehn Palimpseste, zur Hälfte von grösserem Umfange, mehrere griechische Unzialmanuscripte, eine Anzahl griechischer, koptischer, hieratischer und hieroglyphischer Papyrusfragmente, andere sehr alte syrische und arabische auf Pergament, auch eine Sammlung karaitischer Handschriften, begleiteten mich im Mai 1853 in die Heimath zurück.“

### Dritte Bibliotheksreise in den Orient (1859)

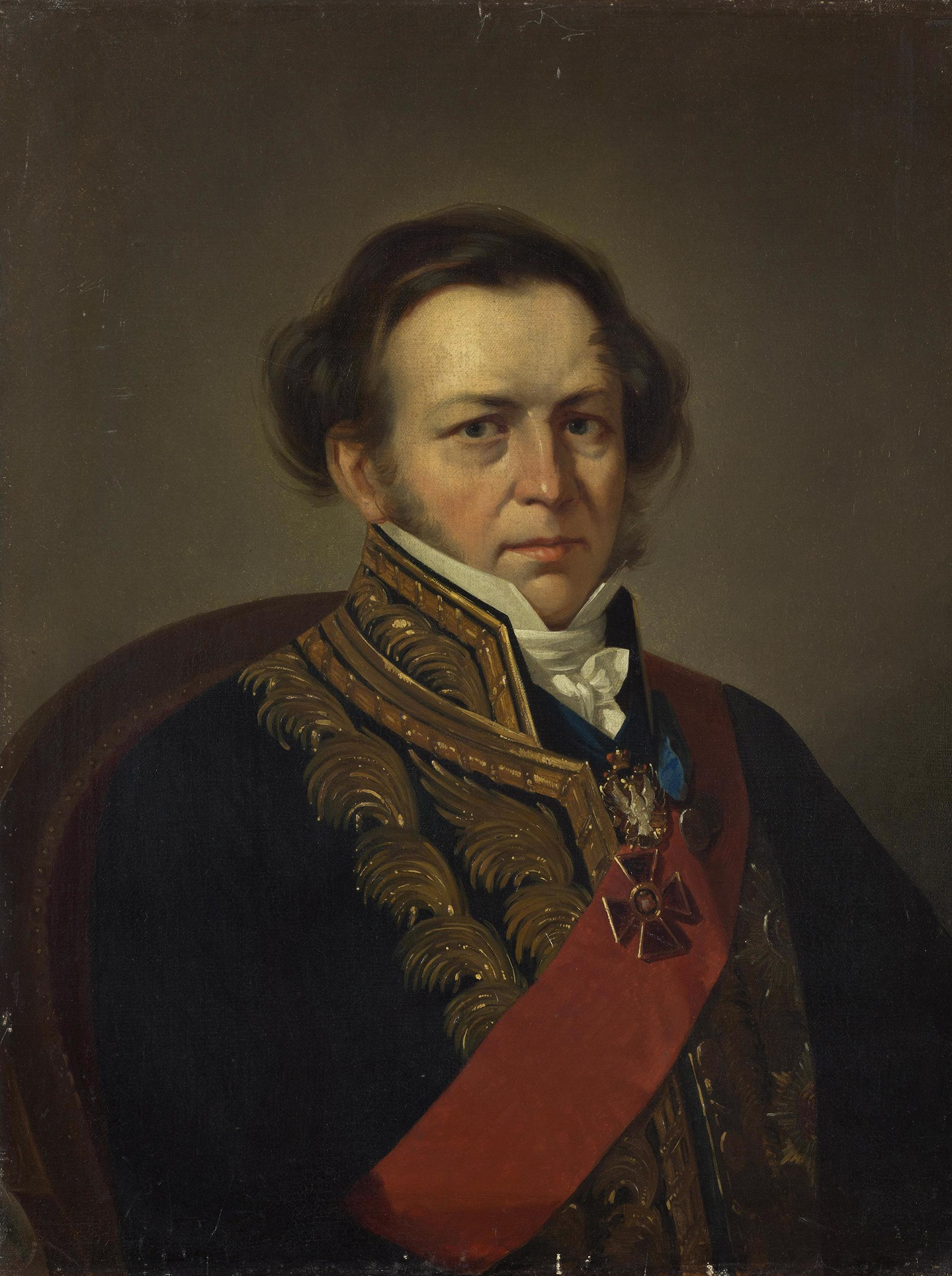
Awraam Sergejewitsch Norow

Seine dritte Reise in den Orient bereitete Tischendorf sorgfältig vor. Der russische Gesandte in Dresden, Baron Andreas von Schröder, legte 1856 dem Sankt Petersburger Bildungsministerium eine Denkschrift Tischendorfs vor. Tischendorf schlug vor, eine russische Expedition auszurüsten, die im Orient kostbare Handschriften für die Sankt Petersburger Akademie erwerben könnte. Dabei spielte er auf ein zeittypisches europäisches Überlegenheitsgefühl an: „Diese kostbaren Vermächtnisse einer Zeit, wo das ernste Studienleben in den orientalischen Klosterzellen ebenso heimisch war als es jetzt fremd ist, gehören, so glaube ich, als ein heiliges Eigenthum der gesamten wissenschaftlichen Welt an.“
Das Bildungsministerium bat die Akademie und den Heiligen Synod um ihre Stellungnahmen; erstere stimmte zu, letzterer lehnte ab und machte geltend, dass Handschriften aus Klosterbibliotheken maximal ausgeliehen, aber keinesfalls angekauft werden dürften. (Damit stellte sich die Leitung der Russisch-Orthodoxen Kirche einer Mitte des 19. Jahrhunderts verbreiteten „Goldgräbermentalität“ entgegen, fand aber bei der Regierung kein Gehör.) Orthodoxe Gelehrte seien für Forschungen in griechischen Klöstern des Orients qualifizierter als ein sächsischer Lutheraner. Der Heilige Synod schlug Professor Viktor Ivanovič Grigorovič aus Kasan und Archimandrit Porfiri Uspenski vor.
Das Ministerium tendierte dazu, russische Forscher mit der Mission zu betrauen. Dass Tischendorf zum Zuge kam, lag an der Unterstützung des Prinzenerziehers Freiherr August Theodor von Grimm, durch den wiederum Großfürst Konstantin, der Bruder des Zaren, für Tischendorfs Anliegen gewonnen wurde. Er veranlasste einen Besuch des Bildungsministers Awraam Norow in Leipzig, als dieser 1864 zu einer Kur im böhmischen Franzensbad weilte. Tischendorf und Norow trafen sich im Hotel Bavière und verstanden sich spontan. Sie fachsimpelten über die Bibel, das Heilige Land und Dante; ein freundschaftlicher Briefwechsel folgte, und Norow wurde schließlich Pate von Tischendorfs Tochter Alexandra. Das Bildungsministerium unterstützte auch unter Norows Nachfolger Tischendorfs Projekt; im Herbst 1858 stimmte der Zar zu. Im Dezember 1858 übergab Fürst Alexander Nikititsch Wolkonski, der russische Gesandte, Tischendorf die Finanzmittel für die Forschungsreise (Reisekosten: 3000 Rubel; Mittel zum Ankauf alter Handschriften: 5000 Rubel). Er musste nichts quittieren; das Vertrauen des Zaren reichte aus.

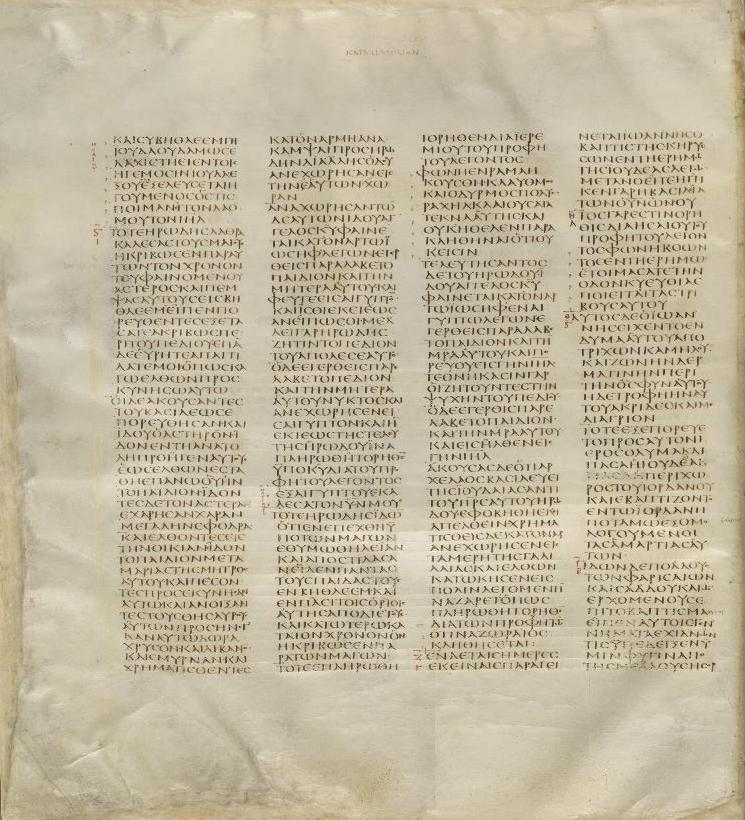
Eine Seite des Neuen Testaments im Codex Sinaiticus (Mt 2,5–3,7)

Ende Januar 1859 traf Tischendorf zum dritten Mal im Katharinenkloster ein und erhielt nun alle Möglichkeiten zur Forschung in der Bibliothek. Den spätantiken Codex fand er dort nicht und vermutete ihn ohnehin längst in Europa. Er plante seine Abreise am 7. Februar und unternahm am 4. Februar mit dem jungen Oikonomos des Klosters eine Wanderung in der Umgebung. Abends bei der Rückkehr lud ihn der Oikonomos in seine Zelle ein und holte überraschend aus einer Zimmerecke „ein Manuscript von grossem Formate, eingeschlagen in ein rothes Tuch, herbei, und legte es vor mich auf den Tisch. Ich öffnete das zugeknüpfte Tuch, und sah zu meinem grossen Erstaunen vor meinen Augen die prächtigen in vier Columnen getheilten Unzialschriftzüge des Codex Friderico-Augustanus. … Ein paar flüchtige Blicke hinein liessen mich Anfang und Ende des Neuen Testaments mit dem Briefe des Barnabas bemerken, und mein Erstaunen stieg aufs Höchste.“ Eldon Jay Epp betont, dass der spätantike Codex im Katharinenkloster zu einem früheren Zeitpunkt geteilt worden war. Tischendorf konnte sich vielleicht zugutehalten, dass er die Blätter im Abfallkorb davor bewahrt hatte, vom Buchbinder wiederverwertet zu werden. Aber der Hauptteil des Codex musste nicht gerettet werden und wäre auch ohne Tischendorfs Initiative über kurz oder lang bekannt geworden. Tischendorf zufolge gab der Oikonomos an, dieses Manuskript sei in der Bibliothek des hochbetagten Skevophylax Vitalios aufbewahrt worden, also in einem Raum, in dem liturgische Geräte und die Nachlässe der Erzbischöfe vom Sinai lagerten.
Am nächsten Morgen machte Tischendorf, reich ausgestattet mit russischem Geld, der Klostergemeinschaft ein Kaufangebot. Es entsprach seinem Auftrag, Manuskripte für die Sankt Petersburger Akademie zu erwerben. Aber dieses wurde abgelehnt, und Tischendorf kehrte unverrichteter Dinge nach Kairo zurück. Er stand von nun an in engem Kontakt mit der dortigen Niederlassung (Metochion) des Sinaiklosters, dem Konvent Tsuvania. Die Vorsteher waren bereit, die kostbare Handschrift mit der Dromedarpost nach Kairo zu holen, wo sie am 23. Februar eintraf. „Wir kamen nun auf dem russischen Generalconsulat überein, dass ich einzelne Hefte (Quaternionen) von je 8 Blättern zur Abschrift entnehmen sollte, womit ich sofort den Anfang machte.“

### Klosterpolitik
Für Tischendorf stand fest, dass er diesen erstklassigen spätantiken Bibelcodex der Wissenschaft zugänglich machen müsse. Dazu verfolgte er, so Böttrich, eine „Doppelstrategie“:
- Er erwirkte die Erlaubnis, eine Abschrift anzufertigen. Dazu wurde ihm das Manuskript ausgeliehen und eine Quittung ausgestellt, mit der sich Tischendorf verpflichtete, das Original wieder an das Kloster zurückzugeben.
- Er schlug der Klostergemeinschaft eine Schenkung der Handschrift an den Zaren Alexander II. vor. „Das ist in dieser Zeit ein übliches Verfahren, um sich die Unterstützung hoher Gönner zu sichern. Für Tischendorf und die gelehrte Welt aber läge der Codex sicher und leicht erreichbar in einer der großen Bibliotheken Europas.“[41]

Die Schenkung an den Zaren verzögerte sich wegen Komplikationen, die in dem rechtlichen Sonderstatus des Katharinenklosters begründet waren. Die autonome Orthodoxe Kirche vom Berg Sinai untersteht dem Erzbischof vom Sinai. Am 5. Januar 1859 war Erzbischof Konstantios hochbetagt in Konstantinopel gestorben, der dieses Amt seit 1804 innegehabt hatte. (Von 1830 bis zu seiner Absetzung durch die osmanische Regierung 1834 war er auch Ökumenischer Patriarch von Konstantinopel gewesen.) Ein Nachfolger im Amt des Erzbischofs vom Sinai musste von der Bruderschaft vom Sinai gewählt und daraufhin von Kyrillos II., dem Patriarchen von Jerusalem, geweiht werden. Die Bruderschaft reiste nach Konstantinopel, wo sie in der Osterwoche die Wahl vornahm. Daraus ging Kyrillos, der Archimandrit des sinaitischen Metochions Fistizios im heutigen Rumänien, als neuer Erzbischof hervor. Das Katharinenkloster war zwar das spirituelle Zentrum der autonomen Kirche vom Sinai, aber wirtschaftlich waren die Besitzungen in Südosteuropa für sie unverzichtbar. In Rumänien drohte die Verstaatlichung reichen Klosterguts, und das scheint für die Wahl eines von dort stammenden Erzbischofs gesprochen zu haben. Sowie Kyrillos nach Kairo kam, nahm Tischendorf mit ihm Kontakt auf und versuchte, ihn für das Schenkungsprojekt zu gewinnen. Da es in der Bruderschaft zwei Parteien gab, wurde die Wahl von der unterlegenen Partei angefochten und der Jerusalemer Patriarch nahm die Weihe nicht vor. Tischendorf machte sich nun zum Parteigänger des Kyrillos und versuchte, ihm die russische Unterstützung zu sichern. Als Großfürst Konstantin eine Pilgerreise ins Heilige Land unternahm, bot sich ihm Tischendorf deshalb als Reisebegleiter an. Anschließend wurde er beim russischen Botschafter in Konstantinopel, Fürst Aleksej Borisowitsch Lobanow-Rostowski, vorstellig. Auf russische Intervention hin bestätigte die Hohe Pforte Kyrillos als Erzbischof vom Sinai und übte Druck auf den Ökumenischen Patriarchen von Konstantinopel aus, Kyrillos kirchenrechtswidrig zu weihen. Diese Weihe wurde am 25. November 1859 vorgenommen. Der Patriarch von Jerusalem legte daraufhin sein Veto ein. 1866 wurde Erzbischof Kyrillos wegen seiner autokratischen Amtsführung abgesetzt. Nach seiner Absetzung verfasste Kyrillos ein Memorandum, das zeigt, wie er lavierte: Tischendorf gegenüber befürwortete er die Codexschenkung, da er sich davon die Rückendeckung durch Russland versprach. Er unternahm aber nichts in diese Richtung, um seinen innerkirchlichen Gegnern keinen weiteren Angriffspunkt zu bieten. Tischendorf hatte auf den unterlegenen Kandidaten gesetzt, sich zu dessen Parteigänger gemacht, und die Korruptionsvorwürfe, die gegen Kyrillos erhoben wurden, rückten auch die von Tischendorf vorangetriebene Schenkung des Codex Sinaiticus an den Zaren ins Zwielicht.
In dem zehnjährigen Interim von 1859 bis 1869 war niemand befugt, seitens des Klosters die Schenkung vorzunehmen. Lobanow-Rostowski unterstützte aber in einem Schreiben vom September 1859 den Wunsch Tischendorfs, das Manuskript „als Leihgabe nach Sankt Petersburg mitzunehmen, um hier während des Druckes seine Abschrift am Original überprüfen zu können;“ sollte die Bruderschaft zustimmen, so erkläre er, dass diese Handschrift Eigentum der Bruderschaft des Berges Sinai bliebe, bis sie „der Vorsteher im Namen dieser Bruderschaft Seiner Kaiserlichen Majestät geschenkt hat.“ Der umstrittene Erzbischof Kyrillos und der Vorsteher (Protosynkellos) des Kairoer Metochions stimmten der Ausleihe zu diesen Konditionen zu, und die entsprechenden Papiere wurden aufgesetzt. Tischendorf wurde die Handschrift im September 1859 gegen einen von Lobanow-Rostowski ausgestellten Bürgschein zum Zweck der Publikation leihweise übergeben, wofür er einen Empfangsschein unterzeichnete. Vier Jahre hatte Tischendorf vereinbarungsgemäß das Manuskript zu seiner Verfügung und bereitete dessen Edition vor. Danach hätte er es eigentlich zurückgeben müssen. Stattdessen lagerte der Codex Sinaiticus formal korrekt („im Status eines diplomatischen Gastes“) im Außenministerium von Sankt Petersburg, bis 1869 Kallistratos als Konsenskandidat für das Erzbischofsamt gewählt und geweiht worden war. Anschließend leitete der russische Gesandte in Konstantinopel, Graf Nikolai Pawlowitsch Ignatjew, die Schenkung des Codex an den Zaren diplomatisch professionell in die Wege. Tischendorf wurde darüber nur noch informiert. Zwischenzeitlich hatte die russische Regierung mehrfach erwogen, den Codex aufgrund der unklaren Rechtslage an das Kloster zurückzugeben, obwohl von dieser Seite keine klare Rückgabeforderung erhoben wurde. Tischendorf wusste davon, sprach dieses Thema jedoch nur in Briefen an seine Frau offen an. Mit der Schenkung verband sich die Erwartung einer Gegengabe. Diese blieb hinter den Erwartungen der Sinaitischen Bruderschaft zurück. Tischendorf hatte 1868 dafür 20.000 Rubel vorgeschlagen, auch 25.000 Rubel waren im Gespräch; tatsächlich erhielt der Konvent 2000 und die Klosterbibliothek 9000 Rubel. Die Faksimileedition war unter den Händen Tischendorfs so aufwändig und teuer geworden, dass das Finanzministerium an dieser Stelle kürzte.

### Edition des Codex Sinaiticus Petropolitanus (1862)

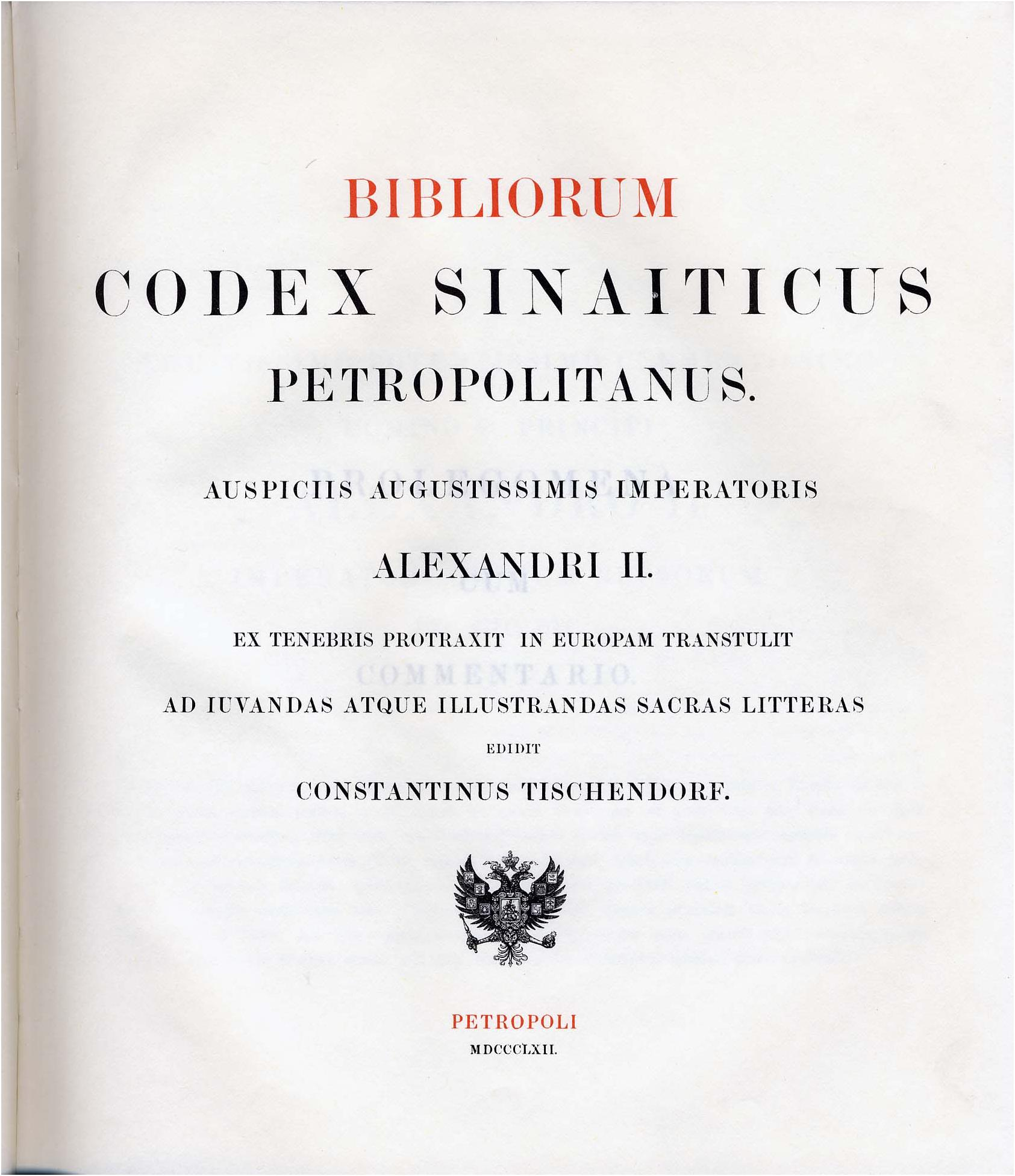
Titelblatt des Codex Sinaiticus Petropolitanus (1862)

Großfürst Konstantin legte Wert darauf, den Codex Sinaiticus in Russland drucken zu lassen; Tischendorf sollte rund drei Jahre in Sankt Petersburg wohnen, um die Arbeiten zu beaufsichtigen. Tischendorf erbat sich aber die Erlaubnis, die Faksimiledrucke in der typographischen Anstalt von Giesecke & Devrient, Leipzig, anfertigen zu lassen und mehrmals zu Berichten nach Sankt Petersburg zu reisen. Um den „nationalen russischen Charakter“ der Prachtedition zu gewährleisten, verblieb man so, dass alle fotografischen Arbeiten in Sankt Petersburg gemacht wurden, der Druck des Textes mit Tischendorfs Kommentaren in Leipzig stattfand und der Publikationsort schließlich Sankt Petersburg war. Der Titel Bibliorum Codex Sinaiticus Petropolitanus deutet an, dass bereits davon ausgegangen wurde, Aufbewahrungsort des Originals werde Sankt Petersburg sein. Die ursprünglich geplante Bezeichnung als Festgabe zum 1000-jährigen Thronjubiläum der russischen Monarchie wurde auf Wunsch Alexanders II. auf der Titelseite fortgelassen.

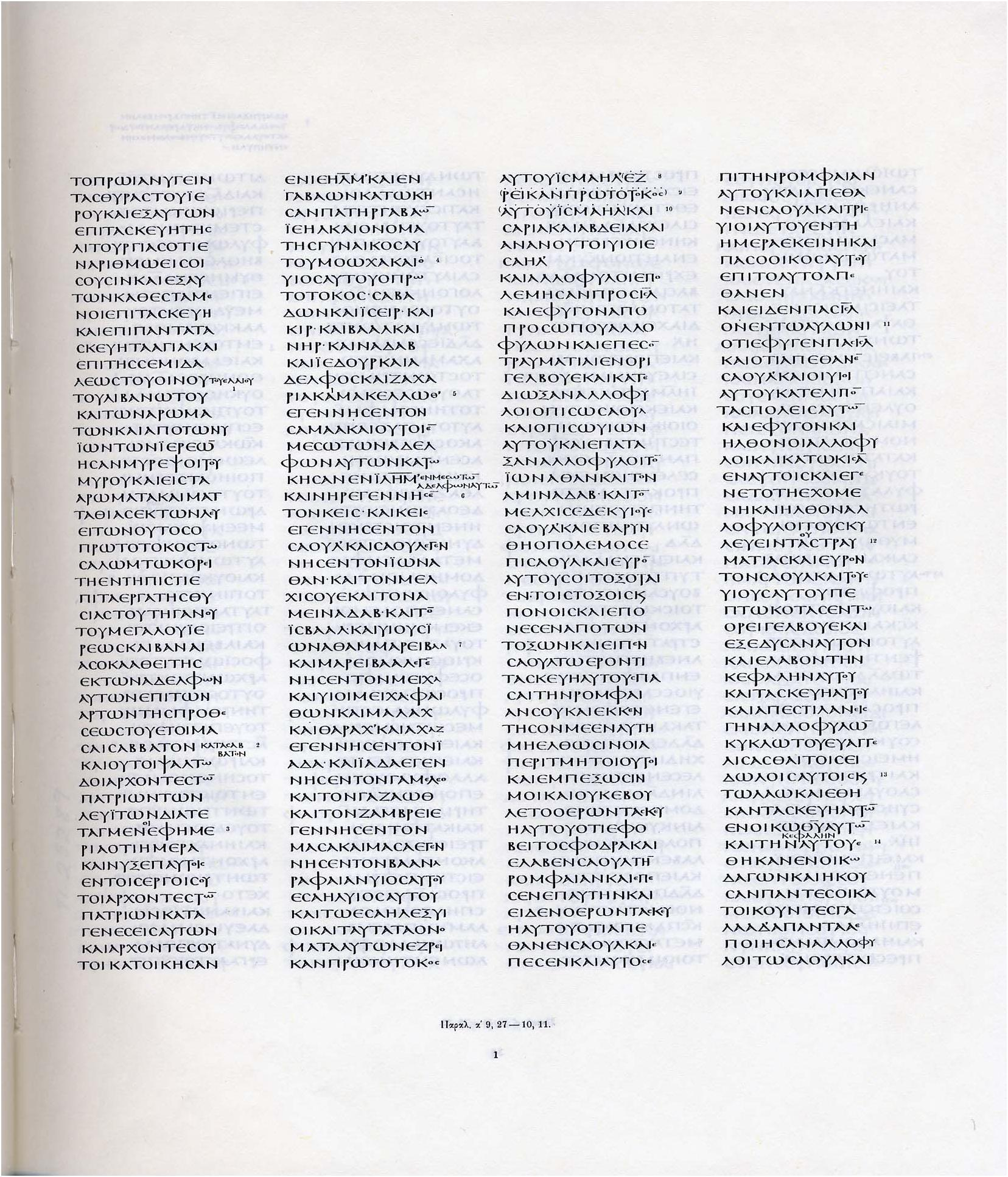
Eine Seite der Quasi-Faksimile-Edition (1 Chr 9,27–10,11)

Tischendorf ließ verschiedene Schriftformen anfertigen. Er maß den Zeilen- und Kolumnenabstand für jede Seite neu aus. Der Druck kam damit dem Original sehr nahe, war aber besser lesbar. Die Firma von Ferdinand Flinsch lieferte ein Spezialpapier, das den Eindruck von Pergament erweckte. Die Druckerei Giesecke & Devrient stellte einige Bögen auf der Londoner Weltausstellung 1862 vor und wurde dafür mit der „großen Preismedaille“ ausgezeichnet. In dieser Weise wurden 327 Exemplare gedruckt, von denen Tischendorf später 100 zu seiner eigenen Verwendung erhielt, quasi als Honorar. Die übrigen Exemplare wurden von der russischen Regierung an bedeutende Persönlichkeiten, große europäische Bibliotheken und Fürstenhöfe verteilt. Ohne Transportkosten beliefen sich die Kosten dieser Edition auf 20.000 Rubel. Parallel ließ Tischendorf mit Unterstützung der russischen Regierung eine weniger exklusive Studienausgabe in einer Auflage von 1000 Exemplaren drucken.
Am 10. November 1862 übergab Tischendorf den aufwändigen, komplett von der russischen Regierung finanzierten vierbändigen Faksimiledruck in einer feierlichen Audienz in Zarskoje Selo dem Kaiserpaar. Bereits vorab wurde Tischendorf mit dem Sankt-Stanislaus-Orden 1. Klasse ausgezeichnet. Der Tischendorf gegenüber eigentlich kritisch eingestellte Minister Alexander Wassiljewitsch Golownin überließ ihm sein eigenes Exemplar, damit Tischendorf bei der Zeremonie ordensgeschmückt vor das Herrscherpaar treten konnte. Ohne dazu berechtigt zu sein, überreichte Tischendorf dem Kaiserpaar bei dieser Audienz auch das Original des Codex, eine symbolträchtige Geste. Da die russische Regierung durch ihren Gesandten gegenüber dem Sinaikloster für die Unversehrtheit des Codex gebürgt hatte, übergab der Zar den Codex zur sicheren Aufbewahrung an das Außenministerium, „zunächst ein durchaus angemessener Ort, besser jedenfalls als Tischendorfs Leipziger Wohnung.“

### Noch einmal der Codex Vaticanus (1866)
Seit seinem Rombesuch 1843 behielt Tischendorf das Ziel im Auge, den Codex Vaticanus auszuwerten. Auch nachdem Kardinal Mais fünfbändige Edition 1858 von Carlo Vercellone veröffentlicht worden war, blieb die Vatikanische Bibliothek bei ihren Zugangsbeschränkungen. Mai hatte zusätzlich eine Handausgabe des Neuen Testaments erarbeitet, die 1859 ebenfalls von Vercellone veröffentlicht wurde. Da sich dieser Text erheblich von dem Text der großen Ausgabe unterschied, war trotz restriktiven Zugangs für die Textforschung klar, dass Mais Editionen fehlerhaft waren – und das bei einer der wichtigsten spätantiken Bibelhandschriften überhaupt. 1866 erhielt Tischendorf die Erlaubnis, den Codex einzusehen, um die wichtigsten Fälle zu klären, in denen die Druckausgaben des Vaticanus voneinander abwichen. Er nutzte seine Chance, um verbotenerweise zwanzig Seiten Text abzuschreiben. Daraufhin wurde Tischendorfs Besuch in der Bibliothek auf acht Tage beschränkt, auf seine Bitte aber doch um sechs Tage verlängert. Tischendorf reichten diese insgesamt zwei Wochen aus, um für das Neue Testament eine zuverlässige Abschrift des Vaticanus zu erstellen, die 1867 im Druck erschien.

### Kontroversen

#### Archimandrit Porfiri Uspenski

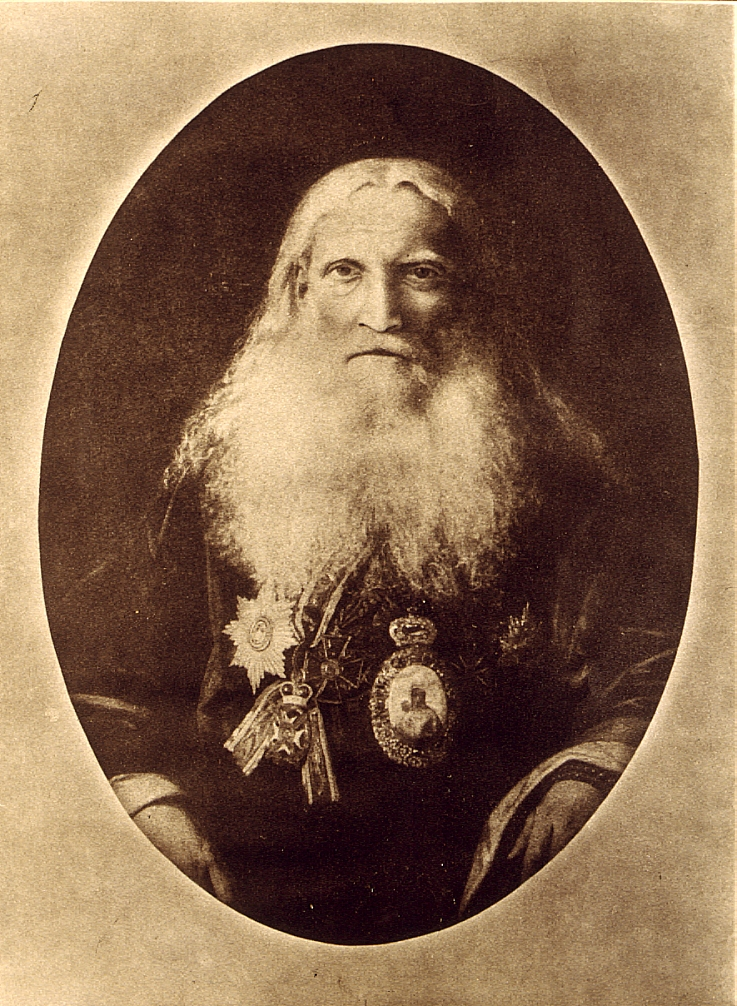
Archimandrit Porfiri Uspenski

Archimandrit Porfiri Uspenski (1804–1885) war zu Tischendorfs Zeit ein Orientexperte der Russisch-Orthodoxen Kirche. Er errichtete die Russische Geistliche Mission in Jerusalem und besuchte 1845 und 1850 das Katharinenkloster auf dem Sinai. Darüber veröffentlichte er 1860 eine Schrift, die auch die Schätze der Klosterbibliothek beschrieb. Uspenski wurde offensichtlich jenes Manuskript vorgelegt, das Tischendorf erst 1859 zu sehen bekam. Er beschrieb es – aber er erkannte seine Bedeutung nicht. Als Tischendorf den Ertrag seiner dritten Orientreise veröffentlichte, widersprach Uspenski und beanspruchte die Entdeckung des Manuskripts für sich. Außerdem veröffentlichte er 1862 ein Gutachten, in dem er den Codex Sinaiticus als Werk von Häretikern bezeichnete. Keinesfalls dürfe ein solcher Text unter der Schirmherrschaft des Zaren publiziert werden. Diese beiden Anliegen standen in Spannung zueinander: er wollte Entdecker des Sinaiticus sein, dessen Wert aber möglichst gering veranschlagen. Der Verdacht eines häretischen Textes wurde jedoch entkräftet. Nach der Übergabe der Faksimile-Edition an das Zarenpaar besuchte Tischendorf Uspenski im Newski-Kloster. Trotz des freundlichen Gesprächs, bei dem Erfahrungen und Manuskripte ausgetauscht wurden, blieb Uspenski reserviert. Wie seine Tagebuchaufzeichnungen zeigen, fühlte er sich verletzt, dass ihm Tischendorf als Gelehrter vorgezogen wurde.

#### Konstantinos Simonides

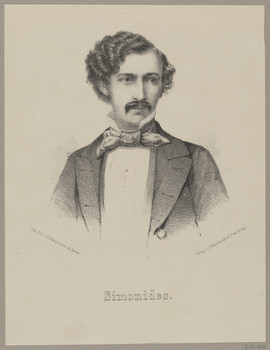
Konstantinos Simonides (Lithografie von Alexander Waldow, 1858)

Der Handschriftenfälscher Konstantinos Simonides bot dem Leipziger Privatgelehrten Wilhelm Dindorf im Januar 1856 eine angeblich von ihm angefertigte Kopie der frühchristlichen Schrift Hirte des Hermas sowie den gefälschten Uranios-Palimpsest zum Kauf an. Der griechische Student Alexandros Lykurgos, mit dem Simonides in Leipzig eine Wohnung teilte, vermutete einen Betrug und bat Tischendorf um ein Gutachten. Diesem war klar, dass eine Fälschung vorlag. Dindorf hatte den Uranios-Palimpsest aber bereits angekauft und bereitete die Publikation vor. Er hatte kein Interesse daran, dass Tischendorf seine Einschätzung bekannt machte. Als Tischendorf am 29. Januar erfuhr, dass Dindorf den Uranios-Palimpsest der Berliner Akademie zum Kauf angeboten hatte, veröffentlichte er sein Gutachten am 5. Februar im Dresdner Journal. Simonides wurde daraufhin verhaftet und war in Gefahr, eine Gefängnisstrafe antreten zu müssen; Dindorfs Reputation hatte erheblichen Schaden genommen. Tischendorf zweifelte auch die Echtheit von Simonides’ griechischer Abschrift des Hirten des Hermas an, die ihm eine Rückübersetzung aus dem Lateinischen zu sein schien. Damit hatte er sich Simonides zum Feind gemacht.
Simonides lebte um 1860 in England. Dort erregte die Nachricht von der Entdeckung des Codex Sinaiticus durch Tischendorf großes Interesse, aber auch einiges Bedauern, da es eine russische, keine britische Expedition gewesen war, die diesen Erfolg zu vermelden hatte. Zunächst gerüchteweise und ab 1862 ganz offen behauptete Simonides, er habe den Codex Sinaiticus in jungen Jahren selbst gefälscht. Er lancierte diese Geschichte mit einer Methode in der Presse, mit der er öfter erfolgreich war. Er begann einen Briefwechsel mit einem orthodoxen alexandrinischen Priestermönch Kallinikos, der sich auf Nachfrage erinnerte, dass er um 1840 auf dem Athos beobachtete, wie Simonides einen antiken Codex kopierte, der dem Zaren geschenkt werden sollte. Der gelehrte Patriarch von Konstantinopel, Konstantius I., war 1834 wegen seiner prorussischen Ansichten von der osmanischen Regierung abgesetzt worden und hatte sich angeblich in seinem Exil auf der Insel Antigone mit Simonides getroffen. Der Ex-Patriarch habe veranlasst, dass Simonides’ Bibelcodex in die Bibliothek des Katharinenklosters gelangte, wo er von Tischendorf entdeckt wurde. Die englische Presse befasste sich über ein Jahr mit Simonides’ Behauptung, den Codex Sinaiticus eigenhändig von alten (und später unauffindbaren) Athos-Manuskripten kopiert zu haben. Tischendorf veröffentlichte Gegendarstellungen.

#### Samuel P. Tregelles
Die beiden führenden Textkritiker ihrer Zeit, Tischendorf und Samuel P. Tregelles, arbeiteten parallel an ihren Editionen des griechischen Neuen Testaments. Seit 1849 standen sie im Austausch miteinander, und Rivalitäten wurden sichtbar, die von Seiten Tischendorfs aggressiver ausgetragen wurden. So schrieb Tischendorf in den Prolegomena seiner Edition von 1859, Tregelles gestalte den Austausch einseitig und teile seine Kollationen nicht mit ihm, er gebe sich fromm und handle heimtückisch. Tregelles, als Autodidakt mit dem Lateinischen unvertraut, bekam diese Vorwürfe erst verspätet mit, als ein Anonymus sie ins Englische übersetzte und 1863 im Journal of Sacred Literature veröffentlichte. Zwischenzeitlich hatte sich das Verhältnis verbessert; Tregelles besuchte 1862 Leipzig und verbrachte einige Tage bei Tischendorf, der ihm erlaubte, den Codex Sinaiticus, den er leihweise zur Vorbereitung seiner Faksimile-Edition nutzte, für seine Edition der Katholischen Briefe auszuwerten. Tregelles war darüber zwar froh, fühlte sich aber durch Tischendorf ständig gestört, und das Verhältnis besserte sich nicht, als Tregelles Ungenauigkeiten in Tischendorfs Kollation zu entdecken glaubte. In den folgenden Jahren nahm die Feindschaft beider Gelehrter kleinliche und boshafte Züge an: Tischendorf verzögterte seine achte Edition absichtlich so lange, dass Tregelles’ Edition früher erschien und er reagieren konnte; er nutzte Material von Tregelles konsequent ohne Namensnennung; Tregelles wiederum führte in seiner Liste der Textzeugen den Codex Sinaiticus (א) erst hinter dem Vaticanus (B) an usw.

### Letzte Lebensjahre
Friedrich Nietzsche, der 1865–1867 in Leipzig studierte, besuchte Tischendorfs Kolleg mit großem Interesse. Tischendorf beschrieb er als „kleine[n], etwas bucklige[n] Mann mit frischem rotem Gesichte und schwarzem gekräuseltem Haupthaar.“ Die Veranstaltung sei allerdings konzeptlos gewesen und dabei „von einem Hautgout umflossen, der gerade an einem Verfechter gläubiger Theologie doppelt pikant war. Einen Hauptpunkt bildete die bis in die unsauberen Details ausgemalte Darstellung des Simonidesbetrugs und der Enthüllung durch Tischendorf. Dabei waren trotz der Prinziplosigkeit des Vortrags die eingestreuten Bemerkungen und Beobachtungen von äußerstem Werte für Freunde der Paläographie, weil jedenfalls der Mann noch nicht gelebt hat, noch lebt, der wie Tischendorf zweihundert griechische Handschriften, die vor das neunte Jahrhundert zu datieren sind, mit geübtem Auge betrachtet und zu paläographischen Zwecken studiert hat.“
Im Sommer 1871 nahm Tischendorf an einer Deputation der Evangelischen Allianz teil, die versuchte, bei Alexander II. zugunsten der Lutheraner in den baltischen Ländern des Russischen Kaiserreichs zu intervenieren. Die Gelegenheit dazu bot sich, als Alexander II. zur Silberhochzeit seiner Schwester, der Königin Olga von Württemberg, nach Stuttgart reiste. Tischendorf traf in der Villa Taubenheim mit Großfürst Konstantin zusammen, der sein Missfallen über Tischendorfs Teilnahme an einer Initiative zum Ausdruck brachte, die in Russland sehr negativ wahrgenommen werde. Die eigentliche Audienz war ein Fiasko; die Deputierten wurden vom Reichskanzler, Fürst Alexander Michailowitsch Gortschakow, rundweg abgefertigt: sie sollten sich nicht in die inneren Angelegenheiten Russlands einmischen. Der Zar zeigte sich nicht. Ein anderes Mitglied der Deputation, der Schweizer Publizist Ludwig von Wustemberger, gab Tischendorf danach öffentlich die Hauptschuld. Er bezichtigte ihn der „russischen Spionendienste“ und warf ihm Selbstüberschätzung vor. Tischendorf veröffentlichte 1872 eine Gegendarstellung, auf die Wustemberger wieder replizierte, diesmal mit heftigen persönlichen Angriffen. Dies verbitterte Tischendorf, der darauf nicht mehr öffentlich antwortete.

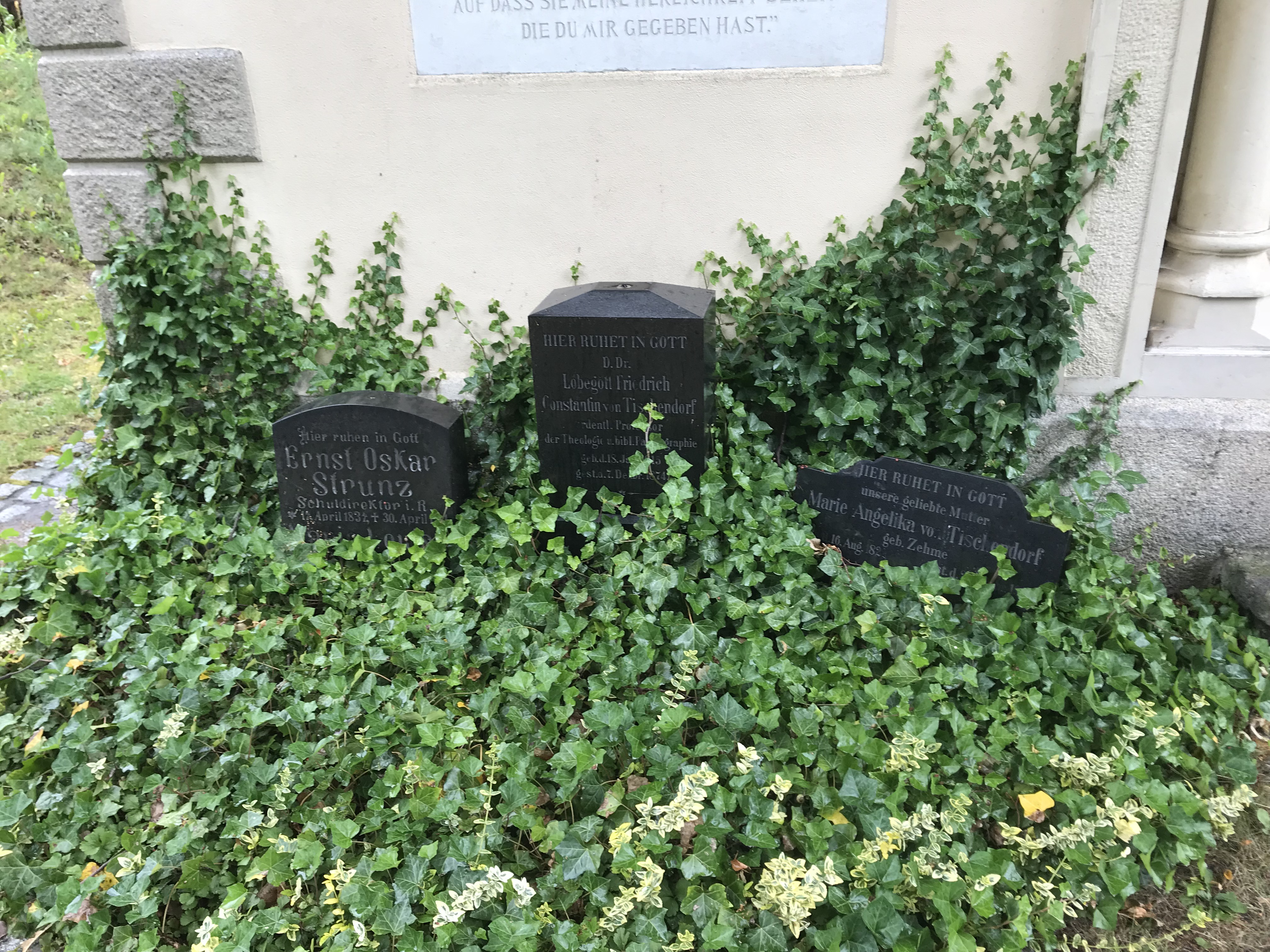
Grabsteine der Eheleute von Tischendorf, ehemals Neuer Johannisfriedhof Leipzig, jetzt an der Friedhofskapelle von Lengenfeld

Am 5. Mai 1873 erlitt Tischendorf einen Schlaganfall, von dem er sich nicht mehr erholte. Knapp sechzigjährig starb er am 7. Dezember 1874 in Leipzig. Er wurde im Tischendorf’schen Erbbegräbnis auf dem Neuen Johannisfriedhof in der VI. Abteilung beerdigt. Sein Werk setzte Caspar René Gregory fort, der seine letzten Veröffentlichungen postum herausbrachte.

### Familie
Konstantin von Tischendorf und Angelika geb. Zehme (1822–1905) hatten acht Kinder:
1. Paul Andreas * 1847
2. Johannes Albert Alexander * 1850
3. Konstanze Karoline Eleonore * 1852
4. Immanuel Konstantin * 1856
5. Angelika * 1858
6. Maria Anna Katharina * 1860 ⚭ Ludwig Schneller
7. Sophie Elisabeth * 1862
8. Johanna Raphaela Alexandra * 1867

## Mitgliedschaften
Konstantin von Tischendorf war Mitglied der Deutschen Morgenländischen Gesellschaft.

## Werk
Die Zahl der von Tischendorf entdeckten, erstmals publizierten, erstmals ausgewerteten und kollationierten Handschriften schwankt in der Literatur. Eldon Jay Epp macht dazu folgende Angaben: Tischendorf publizierte demnach insgesamt 21 Majuskelhandschriften des Neuen Testaments. Die wichtigsten waren:
| Nr  | Zeichen | Name                           | Jahrhundert | Edition |
| --- | ------- | ------------------------------ | ----------- | ------- |
| 04  | C       | Codex Ephraemi Syri Rescriptus | 6           | 1845    |
| 019 | Le      | Codex Regius                   | 8           | 1846    |
| 022 | N       | Codex Petropolitanus Purpureus | 6           | 1846    |
| 06  | Dp      | Codex Claromontanus            | 6           | 1852    |
| 027 | R       | Codex Nitriensis               | 7           | 1857    |
| 026 | Q       | Codex Guelferbytanus           | 5           | 1860    |
| 01  | א       | Codex Sinaiticus               | 4           | 1862/63 |
| 025 | Papr    | Codex Porfirianus              | 9           | 1865/69 |
| 03  | B       | Codex Vaticanus                | 4           | 1867    |
| 024 | Pe      | Codex Guelferbytanus           | 6           | 1869    |
| 08  | Ea      | Codex Laudianus                | 6           | 1870    |

Er entdeckte 15 Majuskelhandschriften, wertete 23 Majuskeln erstmals aus, transkribierte drei weitere und kollationierte 13. Insgesamt bearbeitete er 54 Majuskelhandschriften. „Es ist ziemlich klar, dass niemand vor oder nach Tischendorf ein so großes Wissen aus erster Hand über eine so große Zahl der wichtigsten damals bekannten neutestamentlichen Manuskripte hatte.“ Von Auflage zu Auflage seines Novum Testamentum Graece arbeitete er neue Forschungsergebnisse ein, die oft seine eigenen waren. Dies war paradoxerweise, so Epp, zugleich eine Schwäche von Tischendorfs Edition. Denn Tischendorf neigte dazu, seine jeweils neuesten Erkenntnisse stärker zu gewichten. Besonders fällt das bei der Behandlung des Codex Sinaiticus in der Editio octava critica maior (1869/72) seines Novum Testamentum Graece auf. Wie hoch Tischendorf den Codex Sinaiticus schätzte, geht schon daraus hervor, dass er ihm das Sigel א gab. „א bedeutet für Tischendorf auch die entscheidende Norm bei seiner Festlegung des Textes“, eine Hochschätzung vor allem zu Ungunsten des Codex Vaticanus. Darin spiegelt sich laut Kurt und Barbara Aland, dass Tischendorf den Vaticanus erst spät nutzen konnte, als die Grundanlage seiner Editio octava critica maior bereits feststand.

## Wirkung
Tischendorf war zu Lebzeiten in mehrere Kontroversen verwickelt, die Verbringung des Codex Sinaiticus nach Sankt Petersburg wurde aber erst nach seinem Tod in der Öffentlichkeit kritisch hinterfragt. Seit Mitte der 1870er Jahre hörten Orientreisende bei ihrem Besuch des Katharinenklosters von den Mönchen, dass Tischendorf den Codex gestohlen habe. Als Beweis dient die von Tischendorf im September 1859 unterzeichnete und im Kloster aufbewahrte Quittung, deren Text (neugriechisch und englisch) erstmals 1964 durch Ihor Ševčenko publiziert wurde. Der fragliche Passus lautet: „Das Manuskript ist mir anvertraut worden unter den Bedingungen, die in dem … Brief von Herrn Lobanov vom 10. 9. 1859 (Nr. 510) festgelegt sind. Ich verspreche, dieses Manuskript der Heiligen Bruderschaft vom Sinai zurückzubringen, unbeschädigt und in gutem Erhaltungszustand, auf ihr frühestes Ersuchen“. In den Nachlässen des Universitätsarchivs Leipzig fand Erhard Lauch 1960 einen handschriftlichen Entwurf Tischendorfs für eine Ausleihquittung, die sich auf wahrscheinlich die Überlassung des Codex für zwei Monate aus dem Kairoer Metochion in Tischendorfs Hotel bezog. Für die Interpretation entscheidend ist der Wortlaut des Briefs von Fürst Lobanow-Rostowskij, des russischen Gesandten in Konstantinopel, auf den sich Tischendorf in seiner Quittung bezog. Diesen Brief zitierte Tischendorf in Übersetzung; das französische Original befindet sich im Außenpolitischen Archiv des Russischen Reiches.
Ševčenko vertrat 1964 die These, dass die Schenkung des Codex Sinaiticus an den Zaren Teil einer Abmachung zwischen Tischendorf und Erzbischof Kyrillos gewesen sei. Kyrillos stimmte demnach dem Transfer des Codex nach Sankt Petersburg als Gegenleistung für die russische Unterstützung bei seiner Installation als Erzbischof zu. Die sinaitische Bruderschaft verweigerte sich aber der Schenkung und stimmte nur einer Ausleihe zu. Auf den 1869 geweihten Erzbischof Kallistratos sei dann von russischer Seite massiver politischer und wirtschaftlicher Druck ausgeübt worden, so dass er der Schenkungsaktion schließlich zustimmte. Dies sieht Nicholas Fyssas ähnlich. Er betont die ungesicherte Position des Kallistratos, dem auch nach seiner Weihe die politische Bestätigung für sein Amt zunächst fehlte, während Kyrillos um seine Wiedereinsetzung kämpfte. Die weitgehend paralysierte Bruderschaft vom Sinai versuchte unterdessen, über die griechische Diplomatie eine Rückgabe des Codex zu erreichen. In dieser Konstellation habe Kallistratos letztlich nur die Option gehabt, sich als verglichen mit Kyrillos besserer Freund der russischen Regierung zu zeigen.
Durch die Veröffentlichungen der Dokumente des Schenkungsaktes aus russischen Archiven durch Anna Zacharova 2004 und 2007 sind diese im Detail bekannt. Mit dem Dossier, das der Tischendorf gegenüber kritische Minister Golovnin 1862 anfertigte und das Christfried Böttrich, Sabine Fahl und Dieter Fahl 2009 in deutscher Übersetzung publizierten, liegt ein Bericht über die Leihe des Manuskripts und dessen Verbringung nach Sankt Petersburg vor, die ein Korrektiv zu den Berichten Tischendorfs darstellt.

## Ehrungen
- 1843 erhielt Tischendorf von der Breslauer Theologischen Fakultät aufgrund der kritischen Ausgabe des Novum Testamentum Graece (1841) die Ehrendoktorwürde.
- 1865 ernannten ihn die Universität Cambridge zum Dr. of Law und die Universität Oxford zum Dr. of Civil Law.
- 1865 wurde er Königlich Sächsischer Geheimer Hofrat.
- 1869 wurde er in den erblichen russischen Adelsstand erhoben.
- 2003 wurde der Asteroid (48425) Tischendorf nach ihm benannt.
- Aus Anlass seines 200. Geburtstages im Januar 2015 erinnerte Tischendorfs Heimatstadt Lengenfeld mit einer Ausstellung an den Handschriftenforscher.

## Veröffentlichungen (Auswahl)
Vollständiges Schriftenverzeichnis in Christfried Böttrich: Bibliographie Konstantin von Tischendorf (1815–1874). Universitätsverlag, Leipzig 1999.

### Reiseberichte
- 1846: Reise in den Orient. 2 Bände. Leipzig: Bernh. Tauchnitz jun.
  - Band I: [Malta, Alexandria, Kairo, Sinai, Jerusalem] (Google)
  - Band II: [Jerusalem, Palästina, Beirut, Konstantinopel, Athen] (Google)
    - Englische Ausgabe 1851 (anonym): Travels in the East. By a Pilgrim. London: Longman, Brown, Greene, and Longmans (Google) Moderner Nachdruck: Cambridge University Press 2011
- 1862: Aus dem heiligen Lande. Leipzig: F.A. Brockhaus (Google)
  - Französische Ausgabe 1868: Terre-Sainte. Avec les souvenirs de s. a. i. le Grand-duc Constantin. Paris: C. Reinwald (Google)

### Editionen und Textgeschichte des NT
Die unter großen Mühen erstellte Ausgabe des Codex Ephraemi Syri rescriptus begründete Tischendorfs Reputation als Herausgeber von Bibelhandschriften. Es handelt sich um ein schwer entzifferbares Palimpsest und zugleich um ein bedeutendes Bibelmanuskipt aus dem 5. Jahrhundert. Eines seiner wichtigsten Werke ist die 1869–1872 in zwei Bänden publizierte kritische Oktav-Ausgabe des griechischen Textes des Neuen Testaments (Editio octava critica maior) begleitet von einem kritischen Apparat mit allen Textvarianten, die er und seine Vorgänger in Manuskripten und bei Kirchenvätern gefunden hatten.
- Codex Ephraemi Syri rescriptus, sive Fragmenta Novi Testamenti, Lipsiae 1843
- Codex Ephraemi Syri rescriptus, sive Fragmenta Veteris Testamenti. Lipsiae 1845; Textarchiv – Internet Archive
- Monumenta sacra inedita. Nova collectio. 6 Bände. Leipzig 1855–1870 (34 Fragmente griechischer Handschriften des Alten Testaments); archive.org.
- Notitia editionis codicis Bibliorum Sinaitici, Leipzig 1860.
- Anecdota sacra et profana. Leipzig 1861; Textarchiv – Internet Archive.
- Wann wurden unsere Evangelien verfasst? Hinrichs, Leipzig 1865; Textarchiv – Internet Archive.
- Editio octava critica maior (1869–1872).